# Hersiliola simoni
Hersiliola simoni là một loài nhện trong họ Hersiliidae.
Loài này thuộc chi Hersiliola. Hersiliola simoni được miêu tả năm 1872 bởi Octavius Pickard-Cambridge.